# Municipio de Marion (condado de Henry, Ohio)
El municipio de Marion (en inglés: Marion Township) es un municipio ubicado en el condado de Henry en el estado estadounidense de Ohio. En el año 2010 tenía una población de 1297 habitantes y una densidad poblacional de 13,81 personas por km².

## Geografía
El municipio de Marion se encuentra ubicado en las coordenadas 41°12′34″N 84°3′11″O / 41.20944, -84.05306. Según la Oficina del Censo de los Estados Unidos, el municipio tiene una superficie total de 93.91 km², de la cual 93,9 km² corresponden a tierra firme y (0,01 %) 0,01 km² es agua.

## Demografía
Según el censo de 2010, había 1297 personas residiendo en el municipio de Marion. La densidad de población era de 13,81 hab./km². De los 1297 habitantes, el municipio de Marion estaba compuesto por el 94,6 % blancos, el 0,15 % eran afroamericanos, el 0,54 % eran amerindios, el 0,23 % eran asiáticos, el 3,55 % eran de otras razas y el 0,93 % eran de una mezcla de razas. Del total de la población el 11,41 % eran hispanos o latinos de cualquier raza.